# T. Harv Eker
T. Harv Eker (* 10. června 1954 Toronto) je autor, podnikatel a motivační řečník známý svými teoriemi o bohatství a motivaci. Je autorem knihy Secrets of the Millionaire Mind, kterou publikoval v nakladatelství Harper Collins. Dílo vyšlo také v češtině pod názvem Jak myslí milionáři.